# Función contráctil de las proteínas
Una de las funciones de las proteínas es la función contráctil, que es la encargada del movimiento de los músculos.
Las proteínas que se encarga de la contracción de los músculos son:
- Actina: esta se encuentra en los filamentos delgados.

Además de la actina que se encuentra en los filamentos delgados existen otras dos:
1. Tropomiosina: que es la que se ajusta en las hendiduras dentro del filamento delgado.
2. Troponina: es la que tiene contacto con la actina y la tropomiosina y están dispuestas a una distancia de 40 mm entre ellas sobre el filamento delgado.

- Miosina: se encuentra en los filamentos gruesos.
- Titina: esta es una de las proteínas más abundantes en los músculos de los vertebrados y esta evita que el sarcómero se rompa durante la contracción muscular.

Cuando los extremos de los filamentos delgados de la actina no están en contacto con los puentes de los filamentos gruesos de la miosina, esto quiere decir que el músculo está  relajado, pero si la actina y los puentes de la miosina están en contacto se dice que el músculo está contraído (IMAGEN 1).
Cada sarcómero se extiende desde una línea z hasta la otra del otro extremo y contiene bandas oscuras y zonas claras. Una sarcómera tiene un par de bandas I claras localizadas en los bordes externos, una banda A más oscura ubicada entre las bandas I externas y una zona H de tinción clara que se encuentra en el centro de la banda A. La banda I solo tiene los filamentos delgados y en la banda A solo contiene filamentos gruesos, como se muestra en la imagen de arriba.

## Ciclo contráctil de la actina - miosina
El movimiento del miofilamento delgado por la cabeza de miosina genera una fuerza que hace la unión de un ciclo mecánico que incluye unión, movimiento y desprendimiento de la cabeza, con el ciclo químico que implica unión, hidrólisis y liberación de ATP, ADP y P. 
Este ciclo comienza con la unión de ATP (paso 1) en la hendidura de la cabeza de miosina, lo que hace que se desprenda de la cabeza del filamento de la actina. La hidrólisis del ATP unido (paso 2) da energía a la cabeza, por lo que se unen débilmente con el filamento de la actina (paso 3). La liberación de P produce una unión más fuerte de la cabeza de la miosina al filamento delgado y el movimiento de poder (paso 4) que desplaza el filamento delgado hacia el centro de la sarcómera. La liberación de ADP (paso 5) establece las condiciones para un nuevo ciclo. (IMAGEN 2)